# Carola Dunn
Carola Dunn (* 1946 in London) ist eine britisch-amerikanische Schriftstellerin. Sie verfasst hauptsächlich historische Kriminalromane und Regency-Romane. 
Dunn wuchs zunächst im Dorf Jordans im Südosten Großbritanniens auf. Später besuchte sie die von Quäkern geführte sog. Friend’s School in Saffron Walden. Sie studierte an der Universität Manchester Russisch und Französisch und schloss mit einem Bachelor of Arts ab. Dunn lebte einige Jahre in Fidj und in Südkalifornien, bevor sie 1992 nach Eugene/Oregon zog. 
Sie ist geschieden und hat einen Sohn.

## Romane

### Daisy-Dalrymple-Serie
Die Handlungen der Bücher sind im Großbritannien der 20er Jahre angesiedelt. 
- Death at Wentwater Court, 1994 (Miss Daisy und der Tote auf dem Eis)
- The Winter Garden Mystery, 1995 (Miss Daisy und der Tod im Wintergarten)
- Requiem for a Mezzo, 1996 (Miss Daisy und die tote Sopranistin)
- Murder on the Flying Scotsman, 1997 (Miss Daisy und der Mord im Flying Scotsman)
- Damsel in Distress, 1997 (Miss Daisy und die Entführung der Millionärin)
- Dead in the Water, 1999 (Miss Daisy und der Tote auf dem Wasser)
- Styx and Stones, 1999 (Miss Daisy und der tote Professor)
- Rattle his Bones, 2000 (Miss Daisy und der Mord im Museum)
- To Davy Jones Below, 2001 (Miss Daisy und der Tote auf dem Luxusliner)
- The Case of the Murdered Muckraker (2002) (Miss Daisy und der Tote im Chelsea Hotel)
- Mistletoe and Murder (2002) (Miss Daisy und der Mord unter dem Mistelzweig)
- Die Laughing (2003)
- A Mourning Wedding (2004)
- Fall of a Philanderer (2005)
- Gunpowder Plot (2006)
- The Bloody Tower (2007)
- Black Ship (2008)
- Sheer Folly (2009)
- Anthem for Doomed Youth (2011)
- Gone West (2012)
- Heirs of the Body (2013)
- Superfluous Women (2015)
- The Corpse at the Crystal Palace (2018)

### Cornwall-Serie
Die Serie spiele in der Region Cornwall in den 60er Jahren.
- Manna From Hades (2009)
- A Colorful Death (2010)
- The Valley of the Shadow (2012)
- Buried in the Country (2016)

### Regency-Romane
- Toblethorpe Manor (1981)
- Lavender Lady (1983)
- Angel (1984)
- The Miser’s Sister (1984)
- Lord Iverbrook’s Heir (1986)
- The Man in the Green Coat (1987)
- Smuggler’s Summer
- The Frog Earl
- Byron’s Child
- A Susceptible Gentleman
- A Poor Relation
- The Fortune Hunters
- My Lord Winter
- Ginnie Come Lately
- The Tudor Signet
- Scandal’s Daughter
- The Babe and the Baron
- The Actress and the Rake
- Mayhem and Miranda
- The Improper Governess
- Crossed Quills

Mehrteiler:
- Miss Hartwell’s Dilemma; Two Corinthians
- Black Sheep’s Daughter; Lady in the Briars; Polly and the Prince
- Miss Jacobson’s Journey; Lord Roworth’s Reward; Captain Ingram’s Inheritance
- A Lord for Miss Larkin; The Road to Gretna; Thea’s Marquis